# Valentine (Alto Garona)
 Valentine  es una población y comuna francesa, en la región de Mediodía-Pirineos, departamento de Alto Garona, en el distrito de Saint-Gaudens y cantón de Saint-Gaudens.

## Demografía
| 1055 | 1155 | 1038 | 1002 | 907 | 894 |
| Para los censos de 1962 a 1999 la población legal corresponde a la población sin duplicidades (Fuente: INSEE [Consultar]) |      |      |      |     |     |